# Casa Antoni Ginabreda
La Casa Antoni Ginabreda és un edifici situat als carrers de l'Argenteria, 49 i del Brosolí, 2 de Barcelona, catalogat com a bé cultural d'interès local.

## Història
El 1804, el comerciant Antoni Ginabreda va adquirir la casa contigua a la seva i va demanar permís per a reedificar-les (incloent-hi la volta sobre el carrer del Brosolí) segons el projecte del mestre de cases Joan Garrido i Julià. El 1827, la seva vídua Eulàlia Duran i Vilar va demanar permís per a reedificar la façana del carrer del Brosolí, segons el projecte de l'estudiant d'arquitectura Josep Casademunt, supervisat per Antoni Cellers.

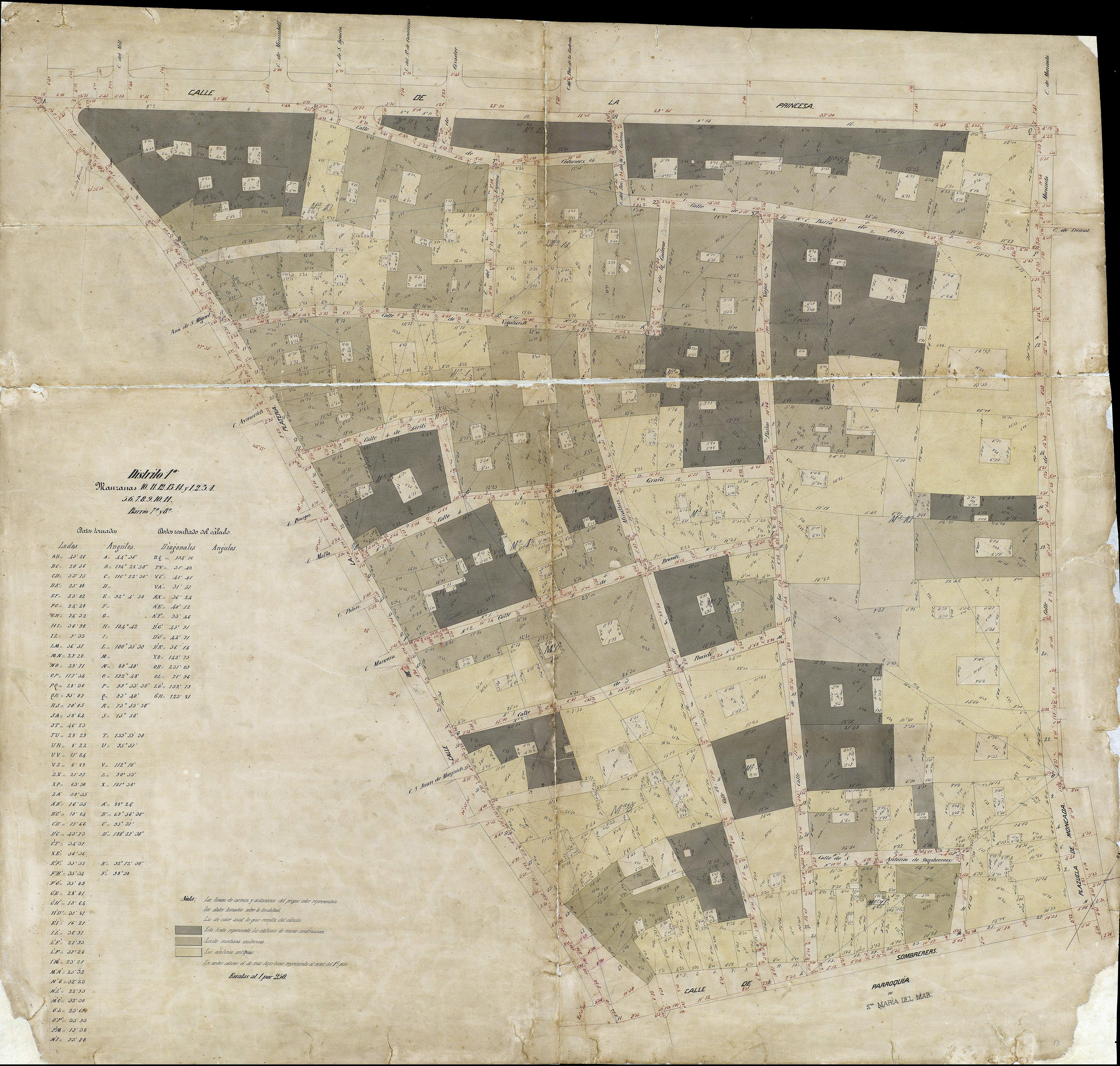
Quarteró núm. 13 de Garriga i Roca (c. 1860)

## Descripció
Edifici de planta baixa i quatre pisos. Als baixos s'obren tres portals rectangulars delimitats per pilars de pedra i coronats per una llinda de fusta. El primer d'ells té la particularitat de ser un accés al carrer del Brosolí, on es troba la porta d'entrada a la casa. L'interior d'aquest passatge presenta dues crugies, a la primera de les quals es troba un arc rebaixat de pedra, mentre que a la segona hi ha una biga de fusta. Els altres dos portals estan ocupats per un comerç.
La façana del carrer de l'Argenteria té un aspecte auster i està enterament estucada i pintada. A cada pis s'hi observen tres balcons, els quals tenen un emmarcament de pedra. Al primer pis estan units per una barana correguda de ferro forjat. En les altres, però, són individuals i decreixents en alçada. Només en el cas del segon i tercer pis, la part inferior de les llosanes s'ha embellit amb una composició de rajoles de ceràmica. La façana es tanca amb una cornisa plana.